# دورتی جنیس
دورتی جنیس (انگلیسی: Dorothy Janis؛ ۱۹ فوریهٔ ۱۹۱۲ – ۱۰ مارس ۲۰۱۰) یک هنرپیشه، و بازیگر سینما اهل ایالات متحده آمریکا بود. وی بین سال‌های ۱۹۲۸ تا ۱۹۳۰ میلادی فعالیت می‌کرد.

## گزیده فیلمشناسی
از فیلم‌ها یا برنامه‌های تلویزیونی که وی در آن نقش داشته‌است می‌توان به آثار زیر اشاره کرد.
- کیت کارسون (فیلم ۱۹۲۸) (1928)